# Runser Prantl Architekten
Runser Prantl Architekten ist ein Architekturbüro in Wien.

## Ausstellungen
Die Inhaber Christa Prantl und Alexander Runser waren 1982 Teilnehmer der Architektur-Biennale Venedig, 1984 der Biennale Mondiale De L´architecture und in den 1990er Jahren bei der Expo 1995. 1991 nahmen sie an einer Ausstellung im Museum für Angewandte Kunst Wien teil.

## Anerkennungen
- 1984: Josef-Frank-Stipendium der Österreichischen Gesellschaft für Architektur (A. Runser)
- 1994: Stadt- und Dorferneuerungspreis des Landes Niederösterreich
- 1994: Anerkennungspreis für Vorbildliche Bauten des Landes Niederösterreich
- 1994: Bauherrenpreis der ZV der Architekten Österreichs, Finalist
- 1995: Mention spéciale, Fifal, 4ème édition du festival international du film d`architecture libre, Bucarest 1994
- 1995: Kulturpreis des Landes Oberösterreich, Talentförderungspreis für Architektur (CH. Prantl)
- 1995: Preis der Stadt Wien, Förderungspreis für Architektur
- 1996: Anerkennungspreis für Vorbildliche Bauten des Landes Niederösterreich
- 1999: Architekturpreis Einfamilienhäuser der Reiners Stiftung
- 2001: Jurypreis Staatspreis Consulting Ingenieurconsulting für das Otto-Wagner-Spital – Umbau Pavillon 9
- 2006: Niederösterreichischer Baupreis 2006, Anerkennung
- 2009: Holzbaupreis Niederösterreich 2009
- 2009: Österreichischer Bauherrenpreis 2009 für das Projekt Weinlandbad in Mistelbach
- 2010: Anerkennungspreis für Vorbildliche Bauten des Landes Niederösterreich
- 2013: Austrian Brick and Roof Award 13/14, Anerkennung Wohnbau großvolumig
- 2013: Bauherrenpreis der ZV der Architekten Österreichs 2013, Nominierung
- 2015: Wienwood 15 – Holzbaupreis, Kategorie Öffentliche Bauten, Nominierung